# Alexei Alexejewitsch Gwosdew
Alexei Alexejewitsch Gwosdew (russisch Алексе́й Алексе́евич Гво́здев; * 27. Apriljul. / 9. Mai 1897greg. im Dorf Bogutscharowo bei Kirejewsk; † 22. August 1986 in Moskau) war ein russischer Bauingenieur und Hochschullehrer.

## Leben
Gwosdew studierte Bauingenieurwesen am Moskauer Institut für Verkehrsingenieurwesen mit Abschluss 1922. Anschließend arbeitete er dort als Dozent und wurde zum Doktor der technischen Wissenschaften promoviert. 1927 wechselte er in das Zentralinstitut für Industrieanlagenbau in Moskau und gründete das erste Laboratorium für Stahlbetonkonstruktionen in der Sowjetunion, das er bis zu seinem Tode leitete. 1932 wurde er Dozent an der Kuibyschew-Militärakademie für Pioniertruppen, an der er 1933 zum Professor ernannt wurde. 1936 habilitierte er sich (russischer Doktortitel).
Ab 1942 lehrte Gwosdew am Moskauer Institut für Bauforschung, in dem unter seiner Leitung die systematische Untersuchung von Stahlbeton-Konstruktionen begonnen wurde. Er beteiligte sich an der Entwicklung der Berechnung von Baukonstruktionen für höchste Beanspruchungen. In Fortführung der Arbeit Artur Loleits entwickelte er eine allgemeine Theorie für die Statik-Berechnung beliebiger Konstruktionen unter Berücksichtigung plastischer Verformung. Er wurde 1956 Mitglied der Akademie der Architekturwissenschaften der UdSSR. 1957 wurde Gwasdews Laboratorium dem Moskauer Forschungsinstitut für Beton und Stahlbeton (heute Gwosdew-Institut für Beton und Stahlbeton) zugeordnet, das nach der Aufteilung des Zentralinstituts für Industrieanlagenbau 1954 als verselbständigtes Teilinstitut gebildet worden war. Zu Gwosdews Schülern gehörten S. M. Krylow, K. W. Michailow und R. L. Serych.
Nach Karl-Eugen Kurrer ist seine Monographie von 1927  die erste sowjetische Veröffentlichung zum Weggrößenverfahren der Baustatik. Auch seine nachfolgenden Arbeiten zur Grundlage des Traglastverfahrens blieben im Westen weitgehend unbekannt.
Gwosdew wurde auf dem Moskauer Wagankowoer Friedhof begraben.

## Schriften
- Allgemeine Methode der Analyse komplexer statisch unbestimmter Systeme (Russisch), Moskau 1927
- Теория и примеры ее применения к расчету рамных конструкций. Moskau 1927. (Theorie und Anwendungsbeispiele zur Berechnung von Rahmenkonstruktionen)
- К вопросу о расчете цилиндрических сводов-оболочек. In: Строительная промышленность. Nr. 1, 1932. (Zur Frage der Berechnung von Zylinderschalenbögen)
- О пересмотре способов расчета железобетонных конструкций и о первых его результатах. Moskau, Leningrad 1934. (Zur Überarbeitung der Berechnungsmethoden für Stahlbetonkonstruktionen und zu den ersten Ergebnissen)
- Расчет несущей способности конструкций по методу предельного равновесия. 1. Auflage. Moskau 1949. (Berechnung der Tragfähigkeit von Strukturen nach dem Verfahren des Grenzgleichgewichts)
- Die Bestimmung des Wertes der Bruchlat statisch unbestimmter Systeme mit plastischer Deformation (Russisch), in: Proceedings of the Conference on Plastic Deformations, Dezember 1936, S. 19. Moskau/Leningrad: Akademiia Nauka SSSR 1938. In Englisch: International Journal of Mechanical Sciences, Band  1, 1960, S. 322–335.
- Berechnung von Konstruktionen nach Grenzzuständen und die Projektierungsnorm, in: Baumechanik in der UdSSR 1917–1970. Ergebnisse der Forschungen und Entwicklungstendenzen. Schriftenreihen der Bauforschung, Reihe Technik und Organisation, Heft 40, Deutsche Bauakademie zu Berlin (Hrsg.), S. 230–232. Berlin/DDR: Deutsche Bauinformation 1971.

## Ehrungen
- Medaille „Für heldenmütige Arbeit im Großen Vaterländischen Krieg 1941–1945“
- Stalinpreis III. Klasse (1951) für die Entwicklung und Einführung warmgewalzter periodischer Profile in den Stahlbeton
- Leninorden (zweimal)
- Orden des Roten Banners der Arbeit
- Orden des Roten Sterns
- Verdienter Wissenschaftler der Russischen Sozialistischen Föderativen Sowjetrepublik (1967)
- Gustave Trasenster-Medaille der Société royale belge des ingénieurs et des industriels (1967) für die Theorie für die Statik-Berechnung beliebiger Konstruktionen unter Berücksichtigung plastischer Verformung
- Held der sozialistischen Arbeit (1971)
- 1978 Freyssinet-Medaille
- Ehrenmitglied der Fédération internationale du béton (1980)[5]